# Lamproserica kakomae
Lamproserica kakomae är en skalbaggsart som beskrevs av Brenske 1901. Lamproserica kakomae ingår i släktet Lamproserica och familjen Melolonthidae. Inga underarter finns listade i Catalogue of Life.